# 日向めぐみ
日向 めぐみ（ひなた めぐみ）は、日本の女性シンガーソングライター、作詞家、作曲家。
現在は主に「meg rock」（メグ・ロック）名義で活動している。

## 来歴
中学時代までをアメリカ合衆国で過ごした帰国子女である。4歳でピアノを始めるなど幼少時から音楽に触れ、最初は「グミ」の名前で、広瀬香美プロデュースにより、「カードキャプターさくら」1期のOP「Catch You Catch Me」でデビュー。以降の活動でもアニソンの仕事が多く、楽曲提供、歌詞の翻訳も多数手がける。
本間昭光とのプロジェクト「g.e.m.」や、岡崎律子とのユニット「メロキュア」での作品のほか、現在はセルフプロデュースによるソロ名義「meg rock（メグ・ロック）」でのリリースを中心に活動中。他にもラジオパーソナリティなど、その活動は多岐に亘る。2011年には自身のレーベル「honeyboot records」を設立し、レーベル第一弾として、マイクロアルバム「slight fever」をリリースしている。

## 作品

### シングル
| 枚           | 発売日         | タイトル             | 規格品番   | オリコン最高位 |
| グミ名義     | グミ名義       | グミ名義             | グミ名義   | グミ名義       |
| ------------ | -------------- | -------------------- | ---------- | -------------- |
| 1st          | 1998年4月22日  | Catch You Catch Me   | VIDL-30200 | 92位           |
| g.e.m.名義   |                |                      |            |                |
| 1st          | 2000年7月26日  | c/w you.             | BVCS-29030 | 位             |
| meg rock名義 |                |                      |            |                |
| 1st          | 2005年2月23日  | ベビーローテンション | LHCM-1005  | 176位          |
| 2nd          | 2005年11月9日  | clover               | LHCM-1015  | 74位           |
| 3rd          | 2006年5月10日  | incl.                | LHCM-1022  | 63位           |
| 4th          | 2008年10月22日 | 君のこと             | LHCM-1045  | 164位          |
| 5th          | 2009年1月21日  | 笑顔の理由           | LHCM-1049  | 67位           |

### 配信シングル
| #            | 配信日         | タイトル        | 備考         |              |
| meg rock名義 | meg rock名義   | meg rock名義    | meg rock名義 | meg rock名義 |
| ------------ | -------------- | --------------- | ------------ | ------------ |
| 1st          | 2013年12月28日 | star            | 先行配信曲   |              |
| 2nd          | 2014年12月26日 | heart           | 先行配信曲   |              |
| 3rd          | 2015年12月25日 | twinkle,sparkle | 配信限定曲   |              |

### アルバム
| 枚           | 発売日         | タイトル              | 規格品番    | オリコン最高位 |
| g.e.m.名義   | g.e.m.名義     | g.e.m.名義            | g.e.m.名義  | g.e.m.名義     |
| ------------ | -------------- | --------------------- | ----------- | -------------- |
| 1st          | 2000年10月25日 | g.e.m.                | BVCS-21018. | 位             |
| meg rock名義 |                |                       |             |                |
| 1st          | 2008年2月27日  | mighty roller coaster | LHCA-5085   | 位             |
| マイクロ     | 2011年7月13日  | slight fever          | HBTR-6000   | 297位          |

#### ミニアルバム
| 枚  | 発売日        | タイトル | 規格品番          | オリコン最高位 |
| --- | ------------- | -------- | ----------------- | -------------- |
| 1st | 2004年9月29日 | ラブボ   | PWCP-1012         | 位             |
| 1st | 2004年9月29日 | ラブボ   | LECD-1003（再発） | 位             |

### コンピレーション
グミ名義
- カードキャプターさくら オリジナルドラマアルバム1 さくらとお母さんのオルガン
  - 1998年7月23日発売（ビクターエンタテインメント）
    - picnic
      - テレビアニメ『カードキャプターさくら』イメージソング
      - 作詞・作曲：日向めぐみ / 編曲：本間昭光
- カードキャプターさくら オリジナル・サウンドトラック2
  - 1998年12月19日発売（ビクターエンタテインメント）
    - super duper love love days
      - テレビアニメ『カードキャプターさくら』挿入歌
      - 作詞：日向めぐみ / 作曲・編曲：本間昭光

日向めぐみ名義
- 円盤皇女ワるきゅーレ 星霊節の花嫁 主題歌CD
  - 2005年6月22日発売（コロムビアミュージックエンタテインメント）
    - 夏の向こう側
      - OVA『円盤皇女ワるきゅーレ 星霊節の花嫁』オープニングテーマ
      - 作詞・作曲：日向めぐみ / 編曲：亀山耕一郎
- ストラトス・フォー アドヴァンス オリジナル・サウンドトラック
  - 2005年7月20日発売（コロムビアミュージックエンタテインメント）
    - ちいさなうた
      - OVA『ストラトス・フォー アドヴァンス』エンディングテーマ
      - 作詞・作曲：日向めぐみ / 編曲：関淳二郎

### ゲストボーカル
- MI:LAGRO
  - GO THE DISTANCE
  - PEACE WITHIN THE BRIGHTNESS
- 緒方恵美
  - Agapé

## 提供

### 作詞・作曲
- 望月久代・田中理恵・西村ちなみ・千葉紗子
  - セーブ♥
  - マーブル
- 望月久代
  - STAR WORDS
  - 秘密
- 植田佳奈
  - ドライカレー
- 新谷良子
  - はじめて
- 小枝
  - せかいのおわり
- 千葉紗子
  - たしかなもの
- 那須めぐみ
  - あたしが主役！
- 河辺千恵子
  - cry baby
- 弓原七海
  - double rainbow
- 中川翔子
  - 君にメロロン
- アテナ&ロビケロッツ
  - 夕暮れ☆シャーベット

### 作詞
『〈物語〉シリーズ』
- 戦場ヶ原ひたぎ（斎藤千和）
  - staple stable
  - 二言目
  - fast love
  - dreamy date drive
- 戦場ヶ原ひたぎ（斎藤千和）& 貝木泥舟（三木眞一郎）
  - 木枯らしセンティメント
- 八九寺真宵（加藤英美里）
  - 帰り道
  - happy bite
  - terminal terminal
- 神原駿河（沢城みゆき）
  - ambivalent world
  - the last day of my adolescence
- 千石撫子（花澤香菜）
  - 恋愛サーキュレーション
  - もうそう♡えくすぷれす
- 羽川翼（堀江由衣）
  - sugar sweet nightmare
  - perfect slumbers
  - chocolate insomnia
- 阿良々木火憐（喜多村英梨）
  - marshmallow justice
- 阿良々木月火（井口裕香）
  - 白金ディスコ
- 斧乃木余接（早見沙織）
  - オレンジミント
- 忍野扇（水橋かおり）
  - decent black
  - dark cherry mystery
- 老倉育（井上麻里奈）
  - mathemagics
  - 夕立方程式
- princess à la mode
  - wicked prince
- 阿良々木暦（神谷浩史）
  - 07734
- 阿良々木月火（井口裕香）、斧乃木余接（早見沙織）
  - icecream°
- 千石撫子（花澤香菜）、斧乃木余接（早見沙織）
  - caramel ribbon curstard
- 春奈るな
  - snowdrop -春奈るなver.-
- 河野マリナ
  - snowdrop -河野マリナver.-
- 春奈るな×河野マリナ
  - snowdrop -春奈るな×河野マリナver.-
- ClariS
  - border
- Dur moll
  - Never Ever
- Yun*chi
  - QLL*
- 河辺千恵子
  - be your girl
  - ☆に願いを
  - I Can't Wait（訳詞）
- 玉置成実
  - better half
  - New World
- 美郷あき
  - ハピネス
  - before
- Cluster'S
  - 流星シュート
- 小清水亜美
  - ココロの深いトコロ
- 保志総一朗・陶山章央
  - ラブ×メガ
- 中川翔子
  - 空色デイズ
  - happily ever after
  - 恋の記憶
  - pretty please chocolate on top
  - calling location
  - starry pink（中川との共作）
  - 続く世界
  - through the looking glass
  - シャーベット色の時間
  - マカロン♥ホリディ
  - 涙の種、笑顔の花
  - ミルキィkiss
  - せーので恋しちゃえ♥
  - rainbow forecast
  - diamond high
  - shortcake adventure
  - lemonade
  - 桜色
  - マシュマロ
  - ラベンダー
  - ホロスコープ
  - 僕らの未来
  - apple universe
  - soufflé secret
  - 紅恋毒蝕
  - millefeuille nights
  - chocolat chaud
  - make a wish ♡
  - blue moon（中川との共作）
  - RGB （中川との共作）
- アテナ&ロビケロッツ
  - 本気メキメキ♥トキメキメキ
- 平野綾
  - MonStAR
  - 曖昧スクリーム
- 小林由美子・名塚佳織
  - マイ☆スター
- 新谷良子
  - promise ring
- 川島海荷
  - 苺色のきもち
- 『セキレイ〜Pure Engagement〜』
  - 結（早見沙織）、月海（井上麻里奈）、草野（花澤香菜）、松（遠藤綾）
    - おんなじきもち
- mito
  - borderland
  - white lies
  - mein schatz
- LiSA
  - ナミダ流星群
- 水樹奈々
  - Love Brick
- 『ペルソナ4』
  - ラブリーン（堀江由衣）
    - 恋する名探偵
- でんぱ組.inc
  - キラキラチューン
  - 檸檬色
  - WWDBEST
- 花澤香菜
  - happy endings
  - too late for chocolate ?
  - trick or treat !
  - melody
  - white christmas
- 藍井エイル
  - シリウス
  - voyage
- earthmind
  - ファンタジスター
- AYAMO
  - SeCret scARlet
- 井口裕香
  - rainbow heart ♡ rainbow dream ☆
- petit milady
  - azurite
- GARNiDELiA
  - ambiguous
- Dancing Dolls
  - monochrome
- 流田Project
  - distance
- 綾野ましろ
  - ideal white
  - vanilla sky
  - labradorite
- 『美少女戦士セーラームーンCrystal』
  - 木野まこと（小清水亜美）
    - cherry pie

  - セーラーウラヌス（皆川純子）×セーラーネプチューン（大原さやか）
    - eternal eternity
- 夢みるアドレセンス
  - サマーヌード・アドレセンス
- クレモンティーヌ
  - étoile et toi
- Ray
  - ♡km/h
- 三月のパンタシア
  - 群青世界
- 内田真礼
  - aventure bleu
- May'n
  - このままじゃ、だめなんだ。このままじゃ、いやなんだ。
- 巴山萌菜
  - A.
- 亜咲花
  - feat. future
- 鈴木愛理
  - heart notes
- 『ホロライブ・オルタナティブ』
  - Star Flower［星街すいせい、AZKi、Moona Hoshinova、IRyS］
    - story time

### 作曲
- 河辺千恵子
  - little wing
- 浅野真澄
  - 噴水公園

### コーラス
- 望月久代
  - 私たちのMiracle
  - heart wing -心の翼-
- 南央美
  - 君を探してる
- 植田佳奈
  - 風にのせて
  - 涙日和
- 岡崎律子
  - いつでも微笑みを
- チナッチャブル
  - 勝利の花びら
  - ハルハラリ
- 緒方恵美
  - シンカ・シンカ
- サボハニ
  - お江戸はカーニバル！
- 林原めぐみ
  - 旋律
- 『〈物語〉シリーズ』
  - 羽川翼（堀江由衣）
    - chocolate insomnia
- 中川翔子
  - Catch You Catch Me
  - 君にメロロン
  - We can do it!!
  - 恋の記憶
  - マカロン♥ホリディ
  - せーので恋しちゃえ♥
  - rainbow forecast
  - shortcake adventure
  - ラベンダー
  - soufflé secret
  - millefeuille nights
- アテナ&ロビケロッツ
  - 勝利のBIG WAVE!!!
- REVALCY
  - EXIT

### その他
- クラムボン
  - ぎやまん（パンデイロ）
- 中川翔子
  - Shiny GATE（ハンドクラップ）
  - Ivy（ハンドクラップ）

## 出演

### テレビ
- the brand（TOKYO MX：終了）
- rock-a-room@秋葉原（パーフェクト チョイス・GyaO：終了）

### ラジオ
- メロキュアの「沈黙のradio」（終了）
- 1.2.3.4.GO!ロック!（終了）
- モバRO!（モバHO!：終了）
- Kakiiin Music Creators 隔週木曜担当 (終了)